# 桐生球場
桐生球場（きりゅうきゅうじょう）は、群馬県桐生市の桐生市運動公園内にある野球場である。
群馬県の高校野球大会は、春は高崎城南球場・夏は群馬県立敷島公園野球場を中心に試合が行われるが、秋季大会は桐生球場を中心にして行われている。また、ベースボール・チャレンジ・リーグの群馬ダイヤモンドペガサスも年に数試合を開催している（2011年から2015年まで実施がなかったが、2016年より使用を再開）。再開後も2018年までは年間1試合だったが、2019年は3試合に増加した。2020年は開催がなかった。2021年以降は年1試合に戻っている。
2014年度に改修工事が実施された。具体的には、スタジアム形式の野球場で日本初となる発光ダイオード（LED）に対応したナイター用照明設備6基の設置、グラウンドを両翼100m、中堅122mのプロ野球開催基準を満たすものに拡張するなどであり、プロ野球などの全国規模の大会を誘致できることを目指した設計になっている。
当初予定通り2015年3月に完成し、4月5日に記念事業として埼玉西武ライオンズ2軍と東京ヤクルトスワローズ2軍のイースタン・リーグ公式戦が実施された。
2021年3月1日より、命名権による「小倉クラッチ・スタジアム」の名称が使用されている（契約は当初3年間だったが、2024年にさらに3年間延長する更新がなされた）。

## 歴史
- 1969年（昭和44年）7月 開場。
- 2015年（平成27年）3月 改修工事完成。

## 施設
- 両翼：100m、中堅：122m
- 内野：クレー舗装、外野：天然芝
- スコアボード：電光式（LED）
- 照明設備：LED照明6基
- 収容人員：15,050人（内野：ベンチ席：9,195人、外野：芝生席：5,855人）
- 付帯施設：桐生球場附属球場（軟式・ソフトボール用）4面。
  - A・Bコートは芝生、C・Dコート（ソフトボール専用）は土。

## プロ野球開催実績
セントラル・リーグ公式戦
1974年8月3日 大洋ホエールズ1-3広島東洋カープ 観衆:8,000人
イースタン・リーグ公式戦
2015年4月5日 埼玉西武ライオンズ 5-10東京ヤクルトスワローズ  観衆:3,513人

## 交通
桐生市運動公園#交通を参照。